# Krajowa lista niematerialnego dziedzictwa kulturowego
Krajowa lista niematerialnego dziedzictwa kulturowego – lista inwentaryzacyjna chronionego, niematerialnego dziedzictwa kulturowego kraju.

## Opis
Konwencja UNESCO w sprawie ochrony niematerialnego dziedzictwa kulturowego sporządzona w Paryżu 17 października 2003 r. nakłada na państwa-sygnatariuszy, obowiązek ochrony i inwentaryzacji niematerialnego dziedzictwa kulturowego, a są nim, według definicji Konwencji: praktyki, wyobrażenia, przekazy, wiedza i umiejętności – jak również związane z nimi instrumenty, przedmioty, artefakty i przestrzeń kulturowa – które wspólnoty, grupy i, w niektórych przypadkach, jednostki uznają za część własnego dziedzictwa kulturowego.
Według Konwencji niematerialne dziedzictwo kulturowe przejawia się, między innymi w następujących dziedzinach:
- tradycje i przekazy ustne, w tym język jako nośnik niematerialnego dziedzictwa kulturowego;
- sztuki widowiskowe;
- zwyczaje, rytuały i obrzędy świąteczne;
- wiedza i praktyki dotyczące przyrody i wszechświata;
- umiejętności związane z rzemiosłem tradycyjnym[1].

Weszła w życie 20 kwietnia 2006 roku, po ratyfikacji przez 30 państw zgodnie z art. 34. Do 1 lipca 2021 roku ratyfikowało ją 180 państw.
Konwencja została ratyfikowana przez Polskę 16 maja 2011 roku.

## Polska Krajowa lista niematerialnego dziedzictwa kulturowego
| nr  | zdjęcie | nazwa | data wpisu |
| --- | ------- | --- | ---------- |
| 1   |         | Rusznikarstwo artystyczne i historyczne – wyroby według tradycyjnej szkoły cieszyńskiej                                         | 23.05.2014 |
| 2   |         | Szopkarstwo krakowskie | 23.05.2014 |
| 3   |         | Pochód Lajkonika | 23.05.2014 |
| 4   |         | Flisackie tradycje w Ulanowie                                                                                                   | 23.05.2014 |
| 5   |         | Procesja Bożego Ciała w Łowiczu                                                                                                 | 23.05.2014 |
| 6   |         | Język esperanto jako nośnik kultury esperanckiej                                                                                | 31.10.2014 |
| 7   |         | Umiejętność wytwarzania instrumentu i praktyka gry na kozie (dudach podhalańskich)                                              | 16.12.2014 |
| 8   |         | Hafciarstwo kaszubskie szkoły żukowskiej (Kaszëbsczé wësziwanié żukòwsczégò sztélu)                                             | 12.10.2015 |
| 9   |         | Sokolnictwo – żywa tradycja | 12.10.2015 |
| 10  |         | Polskie tańce narodowe – polonez, mazur, kujawiak, oberek, krakowiak                                                            | 12.10.2015 |
| 11  |         | Uroczystości odpustowe ku czci św. Rocha z obrzędem błogosławieństwa zwierząt w Mikstacie                                       | 3.12.2015  |
| 12  |         | Tradycyjna technika ludwisarska stosowana w ludwisarni Felczyńskich w Taciszowie                                                | 3.12.2015  |
| 13  |         | Przywołówki dyngusowe w Szymborzu                                                                                               | 16.03.2016 |
| 14  |         | Gwara warmińska jako nośnik tradycji ustnych                                                                                    | 10.03.2016 |
| 15  |         | Zabawkarstwo żywiecko-suskie | 4.06.2016  |
| 16  |         | Bartnictwo | 4.06.2016  |
| 17  |         | Perebory – nadbużańskie tradycje tkackie                                                                                        | 4.06.2016  |
| 18  |         | Krakowska koronka klockowa | 26.10.2016 |
| 19  |         | Tradycje kulturowe Biskupizny                                                                                                   | 5.12.2016  |
| 20  |         | Kolędowanie Dziadów Noworocznych na Żywiecczyźnie                                                                               | 5.12.2016  |
| 21  |         | „Turki” grodziskie | 1.06.2017  |
| 22  |         | Tradycje wytwarzania koronki koniakowskiej                                                                                      | 1.06.2017  |
| 23  |         | Tradycje dudziarskie w Wielkopolsce                                                                                             | 31.07.2017 |
| 24  |         | Umiejętność wyplatania kosza "kabłącoka" w Lucimi                                                                               | 31.07.2017 |
| 25  |         | Tradycje weselne z Szamotuł i okolic                                                                                            | 31.07.2017 |
| 26  |         | Wyścigi kumoterek | 27.10.2017 |
| 27  |         | Umiejętność gry na dudach żywieckich i ich wytwarzanie                                                                          | 27.10.2017 |
| 28  |         | Procesja Bożego Ciała z tradycją kwietnych dywanów w Spycimierzu                                                                | 14.02.2018 |
| 29  |         | Gajdy – umiejętność wytwarzania instrumentu i praktyka gry                                                                      | 14.02.2018 |
| 30  |         | Barbórka górników węgla kamiennego na Górnym Śląsku                                                                             | 10.07.2018 |
| 31  |         | Plecionkarstwo w Polsce | 10.07.2018 |
| 32  |         | Tradycje kulturowe Bambrów Poznańskich                                                                                          | 10.07.2018 |
| 33  |         | Kroszonkarstwo opolskie | 14.08.2019 |
| 34  |         | Umiejętność ręcznego malowania wzoru opolskiego                                                                                 | 14.08.2019 |
| 35  |         | Zwyczaj wodzenia niedźwiedzia na Śląsku Opolskim                                                                                | 14.08.2019 |
| 36  |         | Polonez – taniec polski | 14.08.2019 |
| 37  |         | Kaszubska Gwiôzdka | 27.08.2019 |
| 38  |         | Wycinankarstwo kurpiowskie z Puszczy Zielonej                                                                                   | 4.03.2020  |
| 39  |         | Krzyżoki w Borkach Małych | 4.03.2020  |
| 40  |         | Babski comber na Śląsku Opolskim                                                                                                | 10.03.2020 |
| 41  |         | Boże Ciało z tradycją układania dywanów kwietnych w Kluczu, Olszowej, Zalesiu Śląskim i Zimnej Wódce                            | 10.03.2020 |
| 42  |         | Pisanie pisanek techniką batikową na Śląsku Opolskim                                                                            | 3.08.2020  |
| 43  |         | Zwyczaj dunajowania w Łukowej i okolicach                                                                                       | 5.11.2020  |
| 44  |         | Tradycyjne święcenie pokarmów w Dąbrowie Chotomowskiej                                                                          | 5.11.2020  |
| 45  |         | Wysiewanie serc i krzyży na polach w okolicach Strzelec Opolskich                                                               | 5.11.2020  |
| 46  |         | Wypiek byśków i nowych latek Kurpiów Puszczy Zielonej                                                                           | 5.11.2020  |
| 47  |         | Carillonowa muzyka w Gdańsku | 30.12.2020 |
| 48  |         | Chodzenie z kozą na Kujawach | 30.12.2020 |
| 49  |         | Hafciarstwo z nadwiślańskiego Urzecza                                                                                           | 30.12.2020 |
| 50  |         | Bziuki – wielkanocny zwyczaj dmuchania ogni w Koprzywnicy                                                                       | 25.03.2021 |
| 51  |         | Umiejętność wytwarzania czepców warmińskich                                                                                     | 25.03.2021 |
| 52  |         | Tradycyjne szkutnictwo Pucka | 29.06.2021 |
| 53  |         | Brodacze ze Sławatycz – zwyczaj pożegnania starego roku                                                                         | 1.12.2021  |
| 54  |         | Tradycje kulturowe Bukówca Górnego                                                                                              | 1.12.2021  |
| 55  |         | Demoscena – kultura twórców dem                                                                                                 | 1.12.2021  |
| 56  |         | Bursztyniarstwo kurpiowskie z Puszczy Zielonej                                                                                  | 1.02.2022  |
| 57  |         | Snutka golińska – hafciarstwo południowej Wielkopolski                                                                          | 1.02.2022  |
| 58  |         | Hafciarstwo kurpiowskie z Puszczy Białej                                                                                        | 17.05.2022 |
| 59  |         | Krzyżyki z palmy wielkanocnej – zwyczaj z terenów Opolszczyzny                                                                  | 17.05.2022 |
| 60  |         | Wielkanocne procesje konne na Górnym Śląsku                                                                                     | 11.07.2022 |
| 61  |         | Barbórka górników węgla kamiennego na Dolnym Śląsku                                                                             | 11.07.2022 |
| 62  |         | Skubanie pierza na Śląsku Opolskim                                                                                              | 11.07.2022 |
| 63  |         | Bacowanie | 26.10.2022 |
| 64  |         | Tkanie rękawic furmańskich przez Czarnych Górali                                                                                | 26.10.2022 |
| 65  |         | Koszyk wikowy - tradycja wyplatania w gminie Ciężkowice                                                                         | 3.03.2023  |
| 66  |         | Wyplatanie z korzeni świerkowych w Beskidzie Śląskim                                                                            | 3.03.2023  |
| 67  |         | Tradycje Barbórkowe oraz kult Św. Kingi wśród górników solnych kopalni w Bochni i Wieliczce                                     | 3.03.2023  |
| 68  |         | Zwyczaje związane z kultem Św. Barbary oraz tradycje górników kruszcowych na ziemi tarnogórskiej                                | 3.03.2023  |
| 69  |         | Tradycje kulturowe górniczych orkiestr dętych z Górnego Śląska                                                                  | 3.03.2023  |
| 70  |         | Bobowska koronka klockowa | 3.03.2023  |
| 71  |         | Plecionkarstwo na Śląsku Opolskim                                                                                               | 3.03.2023  |
| 72  |         | Zielarstwo i ziołolecznictwo na Śląsku Opolskim                                                                                 | 3.03.2023  |
| 73  |         | Tradycje hafciarskie w Dobrzeniu Wielkim                                                                                        | 3.03.2023  |
| 74  |         | Tradycja wykonywania, ubierania i noszenia żywieckiego stroju mieszczańskiego                                                   | 28.06.2023 |
| 75  |         | Tradycje flisackie na Dunajcu w Pieninach                                                                                       | 28.06.2023 |
| 76  |         | Tradycje rzeźbiarskie ośrodka w Kutnie                                                                                          | 28.06.2023 |
| 77  |         | Hafciarstwo kurpiowskie z Puszczy Zielonej                                                                                      | 28.06.2023 |
| 78  |         | Garncarstwo w Medyni Głogowskiej, Medyni Łańcuckiej, Pogwizdowie i Zalesiu                                                      | 28.06.2023 |
| 79  |         | Barabanienie wielkanocne w Iłży                                                                                                 | 28.06.2023 |
| 80  |         | Wyplatanie koron żniwnych w Gogolinie                                                                                           | 13.07.2023 |
| 81  |         | Wawrzyńcowe Hudy | 13.07.2023 |
| 82  |         | Hafciarstwo kaszubskie | 13.07.2023 |
| 83  |         | Cymbały – umiejętność budowania i praktyka gry w Polsce południowo-wschodniej                                                   | 13.07.2023 |
| 84  |         | Tkactwo dwuosnowowe powiatu węgrowskiego                                                                                        | 12.09.2023 |
| 85  |         | Tradycyjna hodowla i loty gołębi pocztowych                                                                                     | 12.09.2023 |
| 86  |         | Pochód inauguracyjny Uniwersytetu Jagiellońskiego                                                                               | 29.01.2024 |
| 87  |         | Procesja z figurami podczas odpustu św. Rocha w Dobrzeniu Wielkim                                                               | 29.01.2024 |
| 88  |         | Święto Ogniowe w Żorach | 29.01.2024 |
| 89  |         | Warszawska pielgrzymka piesza na Jasną Górę                                                                                     | 15.04.2024 |
| 90  |         | Pokłony feretronów podczas pielgrzymek na Kalwarię Wejherowską                                                                  | 15.04.2024 |
| 91  |         | Zabawkarstwo drewniane ośrodka Łączna-Ostojów                                                                                   | 15.04.2024 |
| 92  |         | Tradycja wykonywania palm wielkanocnych Kurpiów Puszczy Zielonej                                                                | 15.04.2024 |
| 93  |         | Oklejanka kurpiowska z Puszczy Białej                                                                                           | 15.04.2024 |
| 94  |         | Pochód Gwarkowski w Tarnowskich Górach                                                                                          | 10.05.2024 |
| 95  |         | Obchody Dnia Hutnika i tradycje hutnicze                                                                                        | 10.05.2024 |
| 96  |         | Tradycje kulturowe regionu opoczyńskiego                                                                                        | 10.05.2024 |
| 97  |         | Wycinanka świętokrzyska | 10.05.2024 |
| 98  |         | Tradycje kulturowe Chazów/Hazów                                                                                                 | 8.08.22024 |
| 99  |         | Wykonywanie krywulek łemkowskich według tradycji z Komańczy i okolic                                                            | 8.08.2024  |
| 100 |         | Tradycja wykonywania ozdób świątecznych z opłatka w Dolinie Liwca                                                               | 8.08.2024  |
| 101 |         | Tradycja kwestowania na Cmentarzu Stare Powązki w Warszawie jako element obchodów Dnia Wszystkich Świętych oraz Dnia Zadusznego | 8.08.2024  |
| 102 |         | Tradycyjne malarstwo Zalipia i Powiśla Dąbrowskiego                                                                             | 8.08.2024  |
| 103 |         | Sobótka w Jastarni | 8.08.2024  |
| 104 |         | Rucznik/rusznyk - bielski ręcznik obrzędowy                                                                                     | 17.12.2024 |
| 105 |         | Umiejętność wykonywania pająków ze słomy, papieru i bibuły na Lubelszczyźnie                                                    | 17.12.2024 |
| 106 |         | Tradycje tkackie Bodzentyna i okolic                                                                                            | 17.12.2024 |
| 107 |         | Tradycje Górali Czadeckich | 17.12.2024 |
| 108 |         | Tradycje Wigilii Bożego Narodzenia w Polsce                                                                                     | 25.01.2025 |
| 109 |         | Hafciarstwo pałuckie | 14.03.2025 |
| 110 |         | Hafciarstwo i haft sieradzki | 14.03.2025 |
| 111 |         | Kultura toruńskiego piernika | 14.03.2025 |
| 112 |         | Wiślańskie kolędowanie pod oknami                                                                                               | 14.03.2025 |

Listę prowadzi Minister Kultury i Dziedzictwa Narodowego wspólnie z Narodowym Instytutem Dziedzictwa. Nie stanowi ona całościowego inwentarza istniejących elementów niematerialnego dziedzictwa kulturowego na terenie Polski, ma wyłącznie charakter informacyjny.